# Église Saint-Jean de Montmartre
Pour les articles homonymes, voir Église Saint-Jean et Saint-Jean.
L’église Saint-Jean de Montmartre, également appelée église Saint-Jean l'Évangéliste,  est une église paroissiale catholique de Montmartre située au 19, rue des Abbesses, dans le 18e arrondissement de Paris. L'édifice est accessible par la station de métro Abbesses.
L'église a été inscrite au titre des monuments historiques le 15 mars 1966, puis classée en totalité par arrêté du 9 septembre 2014.

## Histoire
L'église Saint-Pierre de Montmartre ne suffisait plus pour faire face à l'augmentation de la population dans cet arrondissement. La nouvelle église est construite de 1894 à 1904 par l'architecte Anatole de Baudot. Elle se caractérise notamment par sa structure en ciment armé, précurseur du béton armé.
L'architecte utilise le système inventé par l'ingénieur Paul Cottancin (1865 - 1928) en 1889 qui emploie des blocs de béton creux, à travers lesquels on tire une armature de fer et qui sont ensuite remplis de ciment. Seule la brique est visible de l'extérieur, mais en réalité, c'est le béton armé qui portait le bâtiment. Cette méthode permettait de construire des murs porteurs et des piliers très minces. Ils réaliseront ensemble le théâtre des 7 collines à Tulle.
Les travaux de construction commencent en 1894 mais un procès est intenté pour non-conformité aux règles d’urbanisme à cause de ses planchers de 7 cm d’épaisseur et de ses piliers de 50 cm de diamètre seulement pour une hauteur de 25 mètres : le ministère des cultes et l'administration de la ville de Paris font arrêter le chantier entrepris. Il s’ensuit une ordonnance de démolition non exécutée et une longue procédure. Pour sauver l'église, l'architecte Baudot et le curé Sobeaux mettent en place des démonstrations techniques : ils recréent les piliers et le sol en dalles dans le jardin de l'église pour prouver la solidité et la stabilité de l'édifice. Cette démonstration rassure les sceptiques et des experts réputés en matière d'architecture : l'ordre de destruction de l'église est levé et la reprise des travaux est autorisée. Le chantier peut reprendre en 1902 et est achevé en 1904. Cette première église débute la courte carrière du ciment armé, supplanté par le béton armé après la première guerre mondiale.

## Description
Cette première église en ciment armé (1894-1904) revêtue de briques et de céramiques (grès flammés et pastillés) est influencée par le style art nouveau.
Malgré son originalité, l'église conserve des éléments traditionnels : c'est une basilique à trois nefs recouverte de voûtes en béton armé dont la conception rappelle les nervures des cathédrales gothiques. Toutes les possibilités du béton sont utilisées ici pour réaliser une imitation d'intérieur traditionnel d'église catholique. 
Les murs latéraux sont ornés de huit grandes fresques et de vitraux traditionnels. 48 petits vitraux rectangulaires représentant les litanies de la Sainte Vierge éclairent les nefs latérales. Les voûtes du transept sont ornées de vitraux de style art nouveau.
La façade principale en brique est décorée de céramiques architecturales dues à Alexandre Bigot.

Extérieur
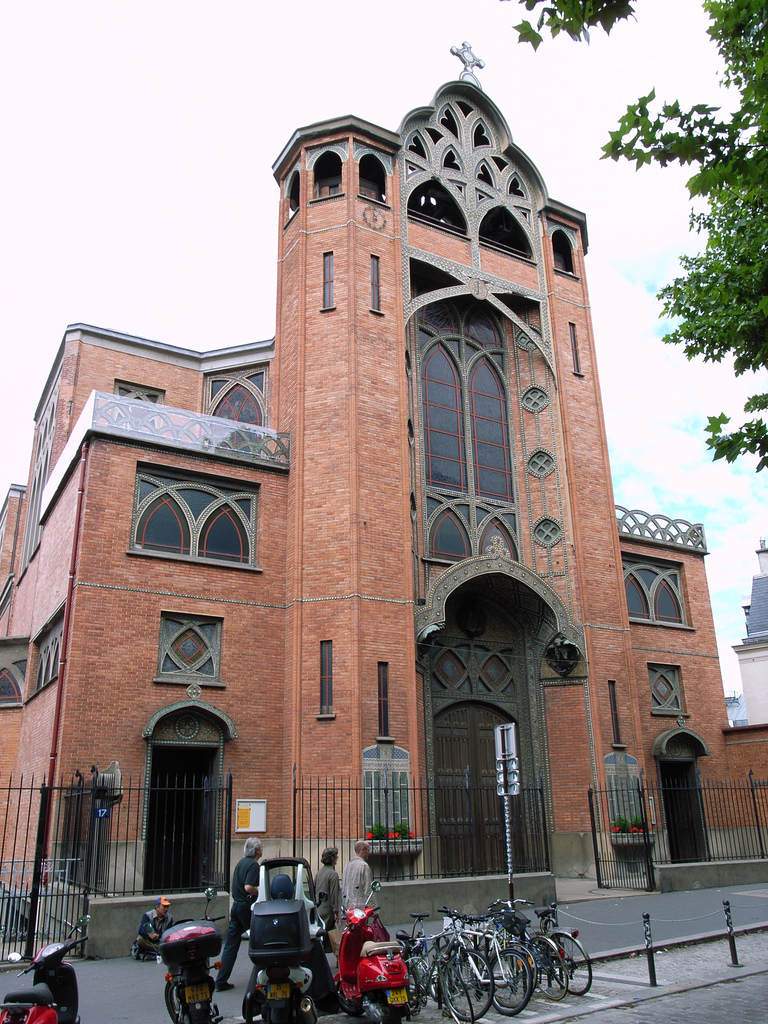
Façade de l'église.
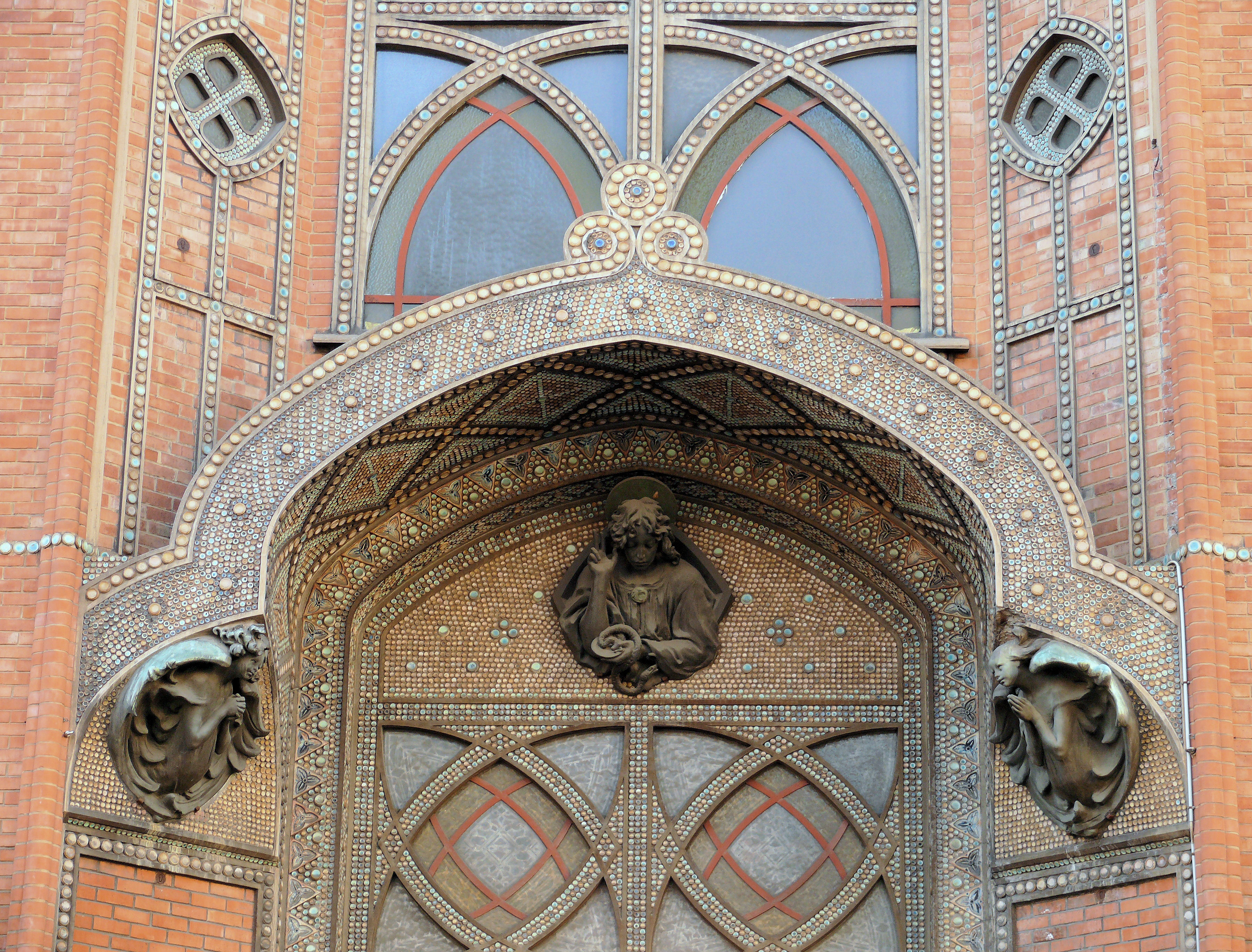
Céramiques d'Alexandre Bigot au-dessus du portail et sculptures de Pierre Roche.
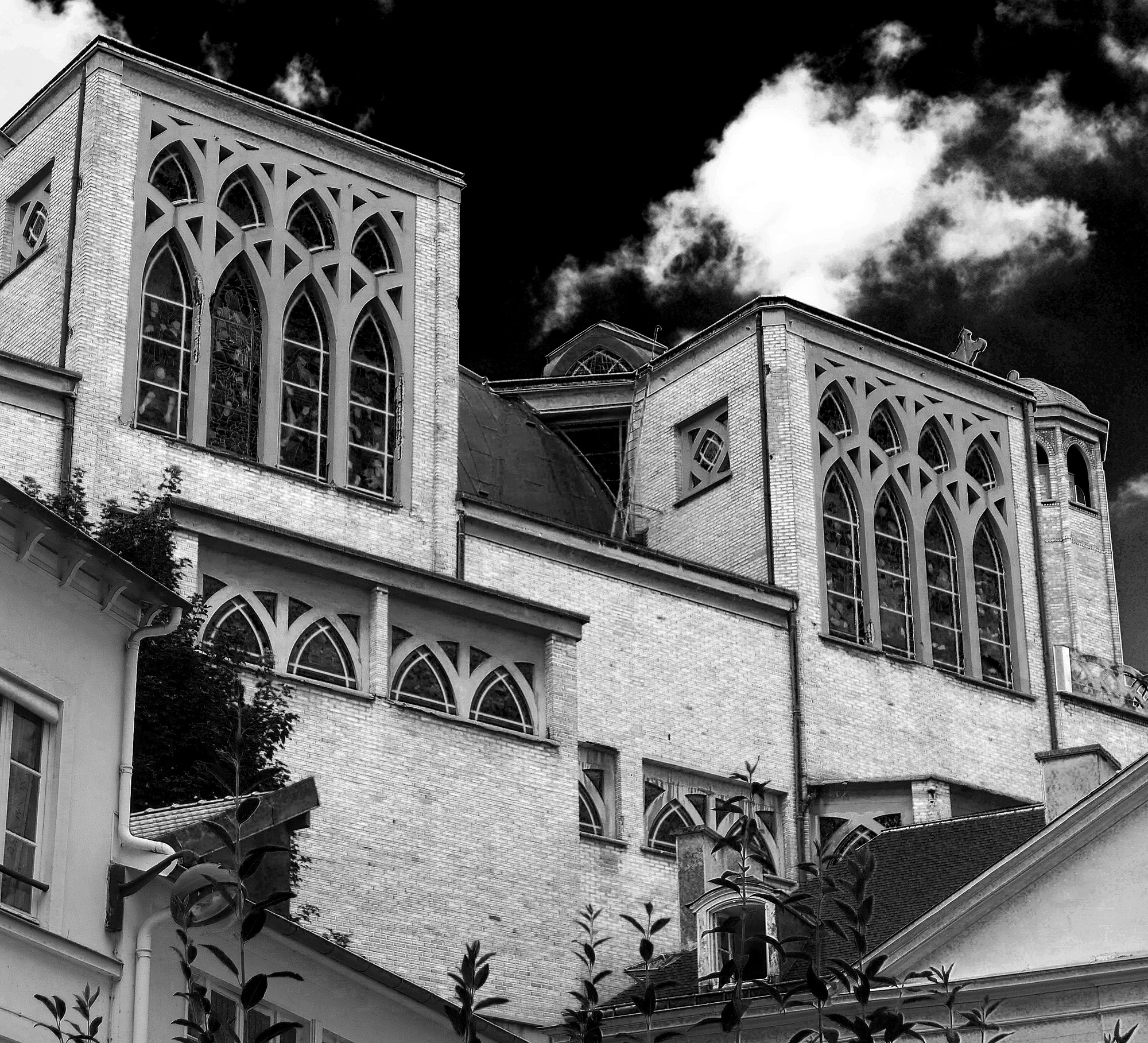
Vue latérale de l'église.
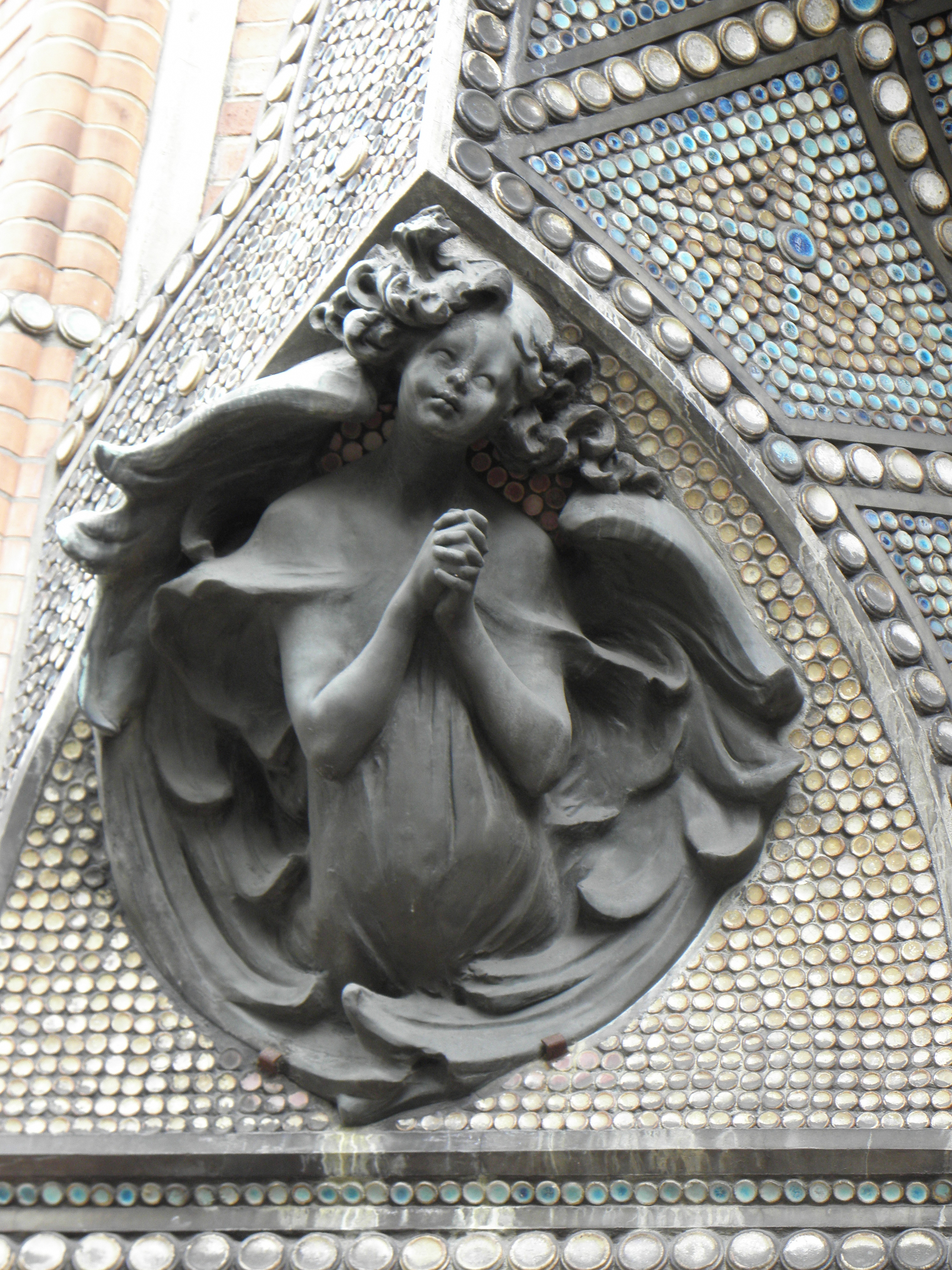
Un ange.
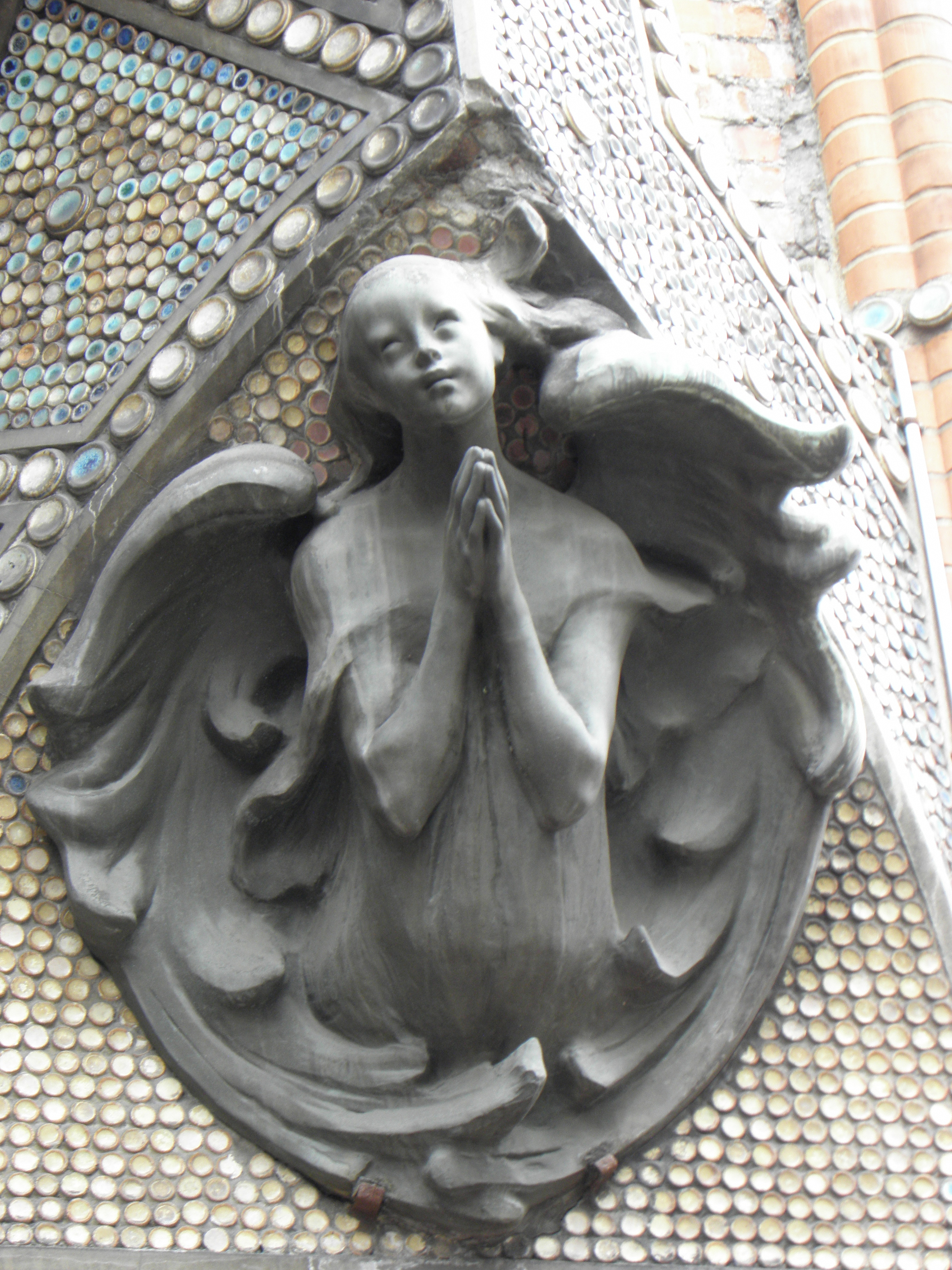
Un autre.

Intérieur
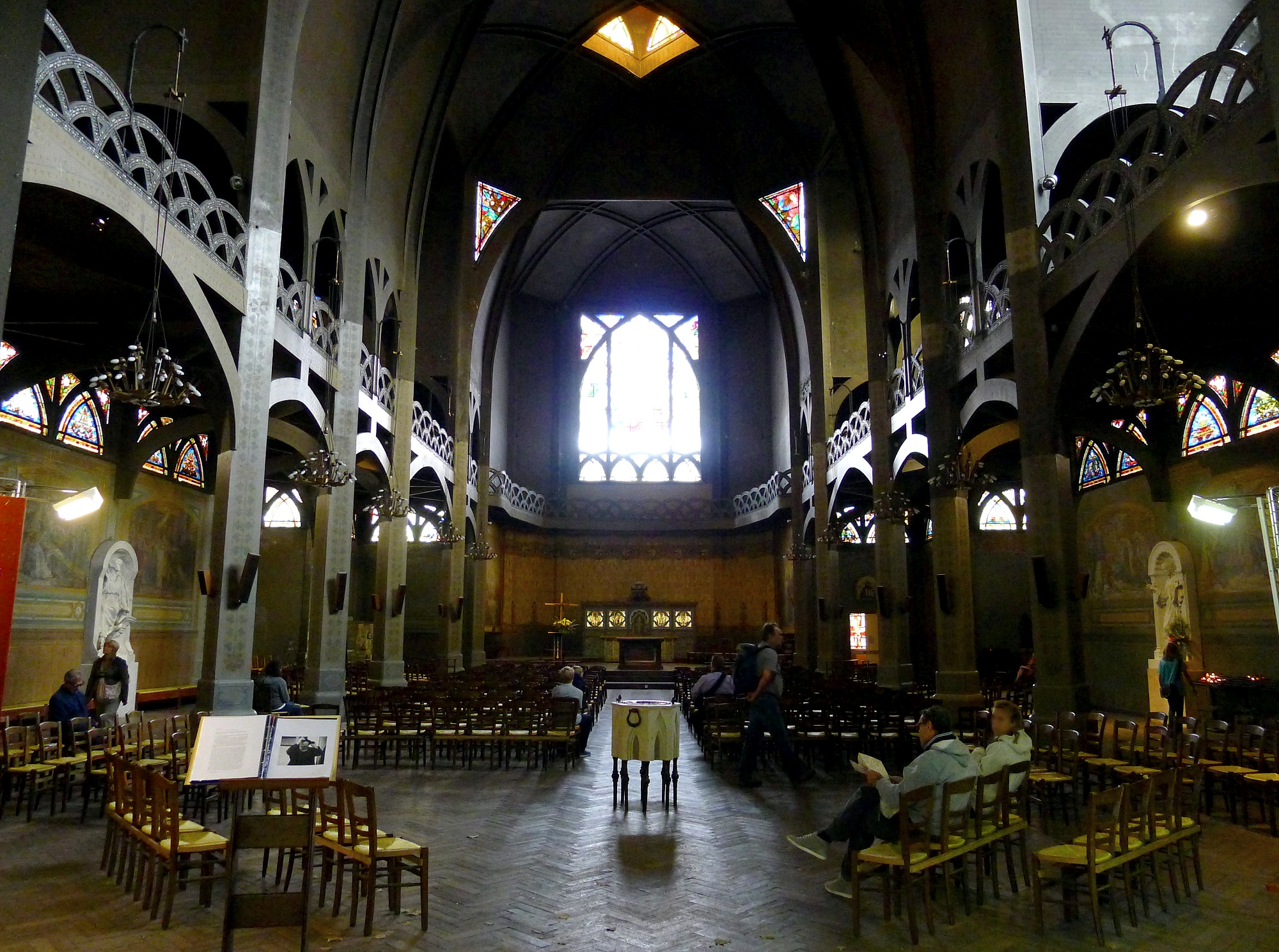
La nef.
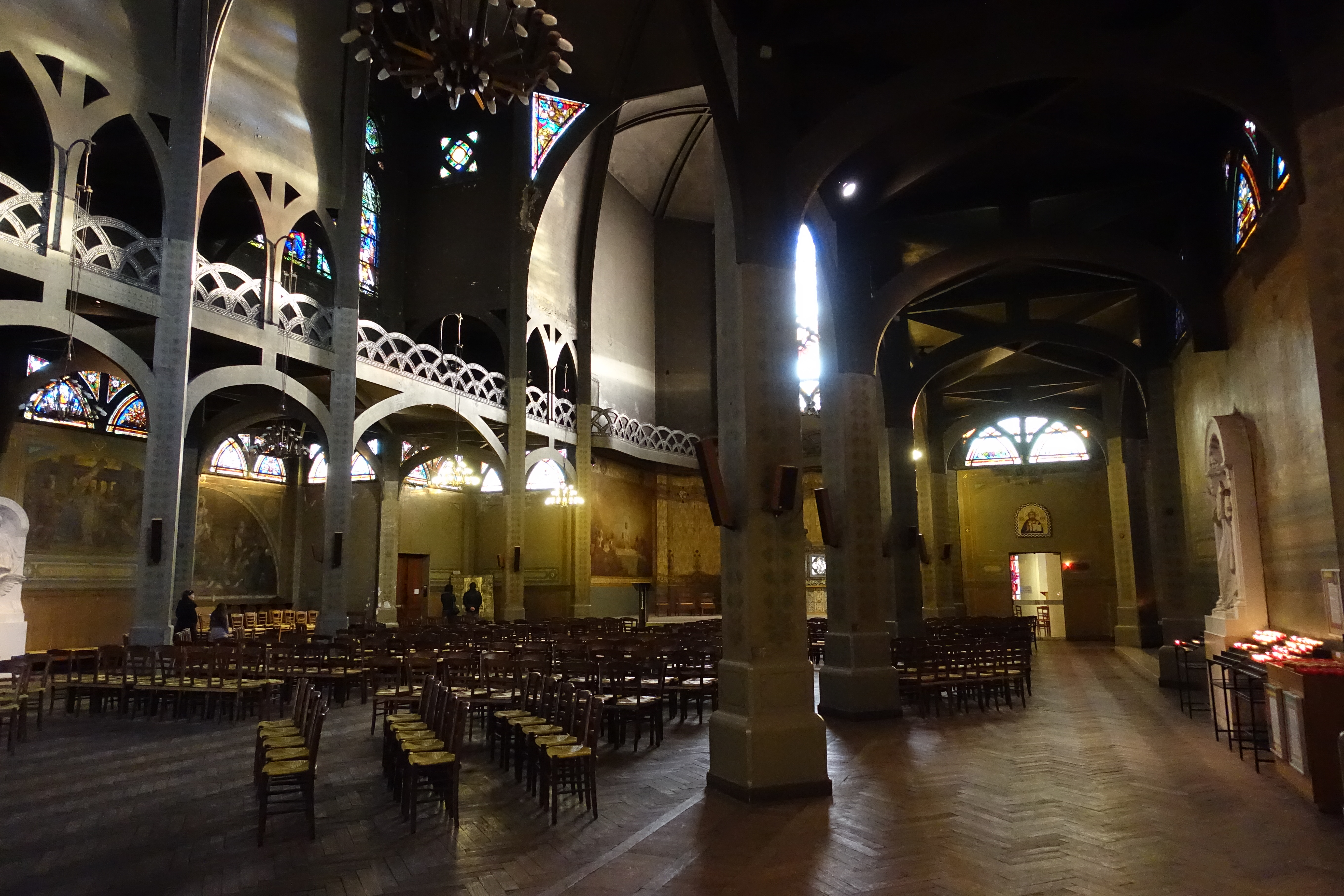
Intérieur.
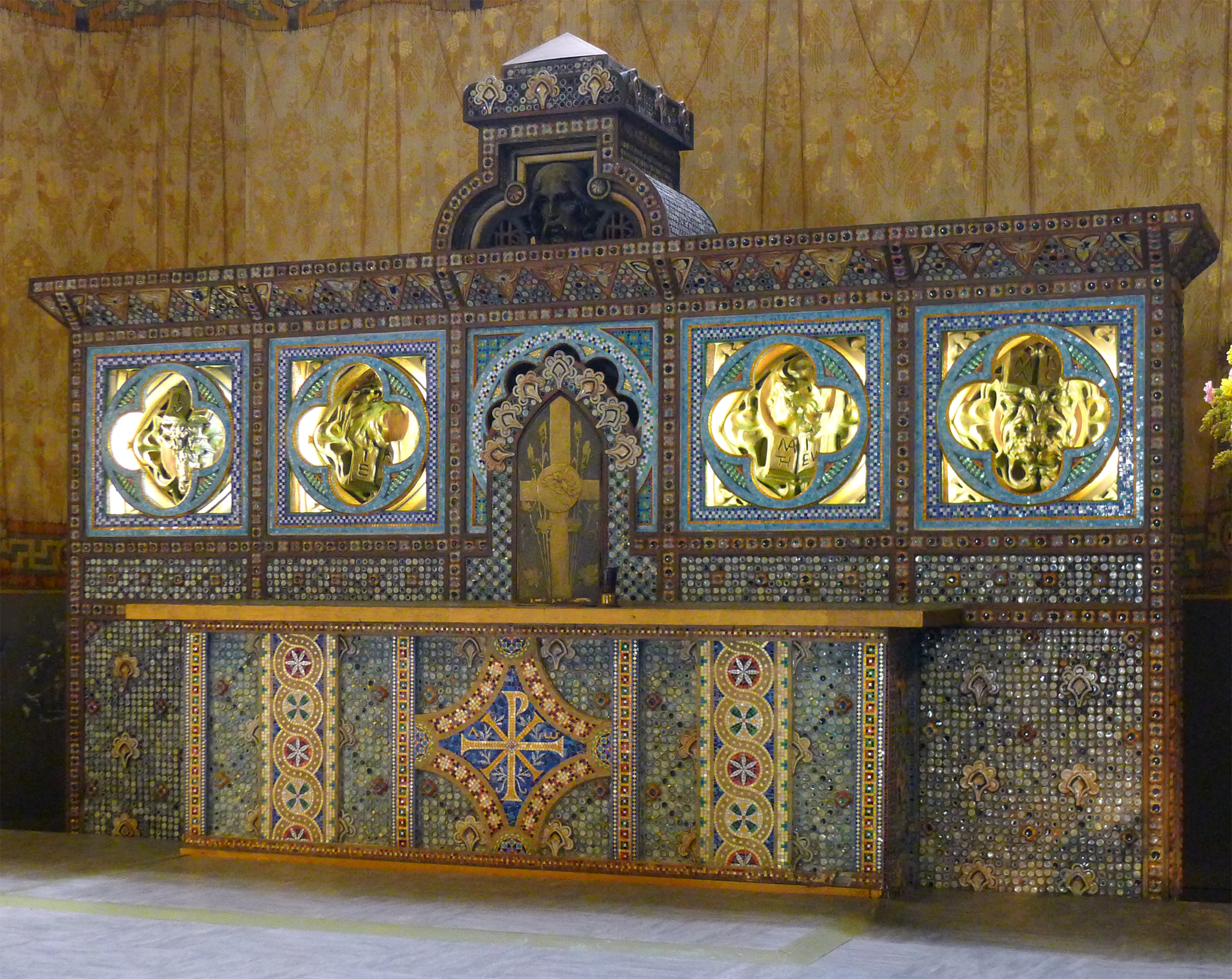
Maître-autel.
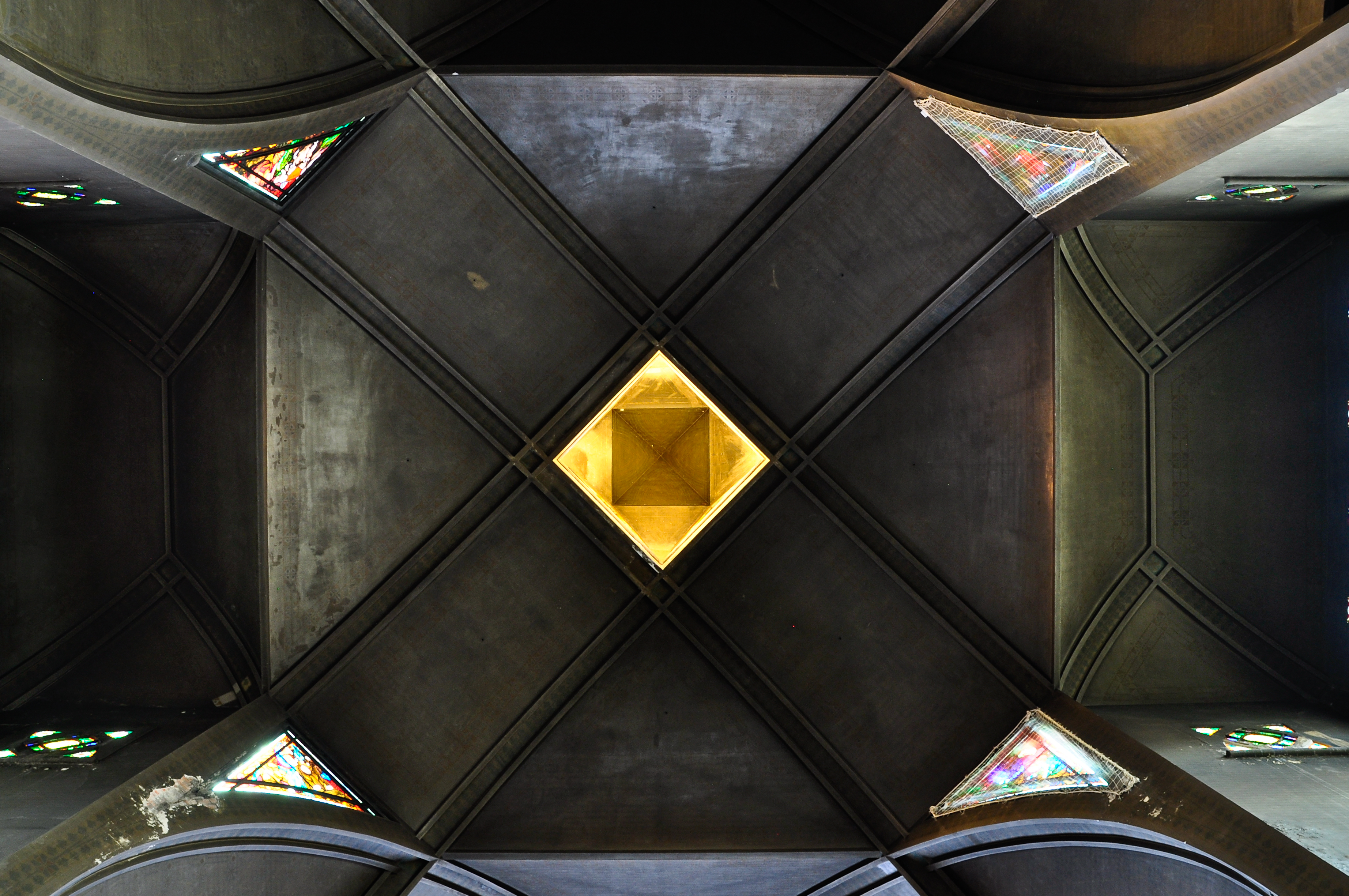
Vue du plafond.
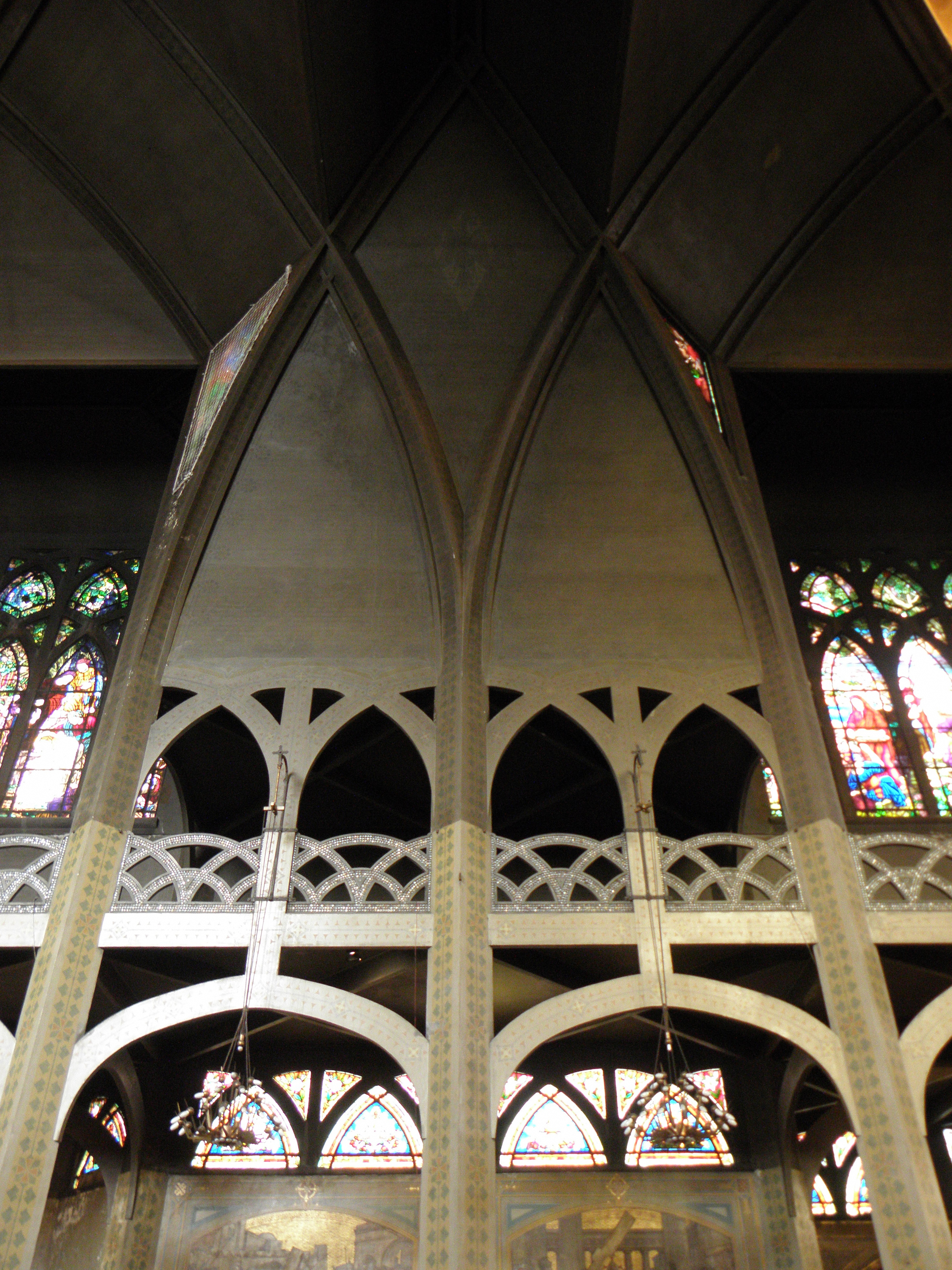
Grandes arcades, tribunes et voûtes.

### Œuvres d'art
Les trois grandes verrières hautes de la nef sont exécutées par le maître-verrier Jac Galland (ou Louis Jacques Galland (1855-1922) d’après des cartons de Ernest-Pascal Blanchard qui se rattachent à l’art nouveau. 

Grandes verrières
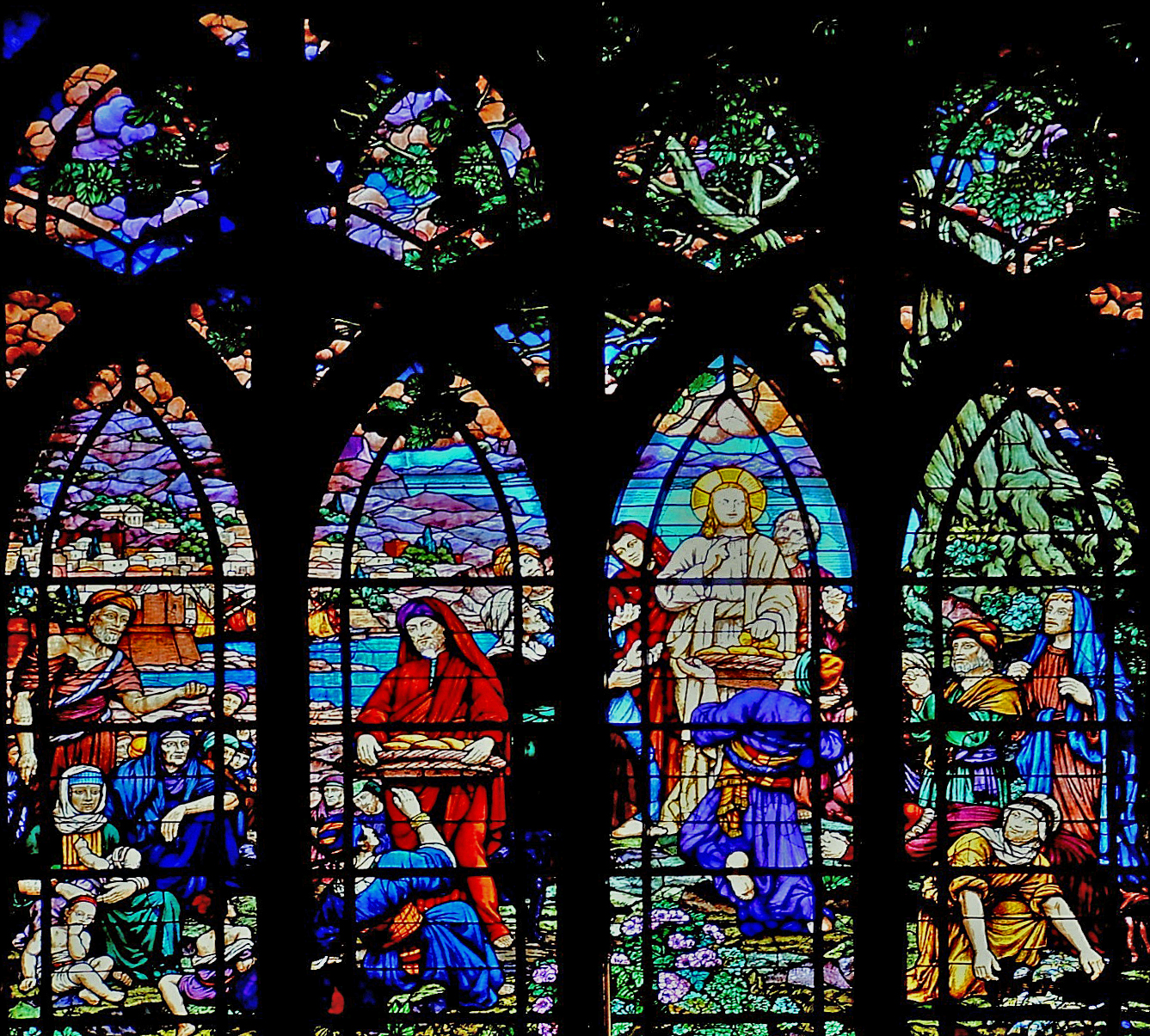
Miracle de la multiplication des pains.
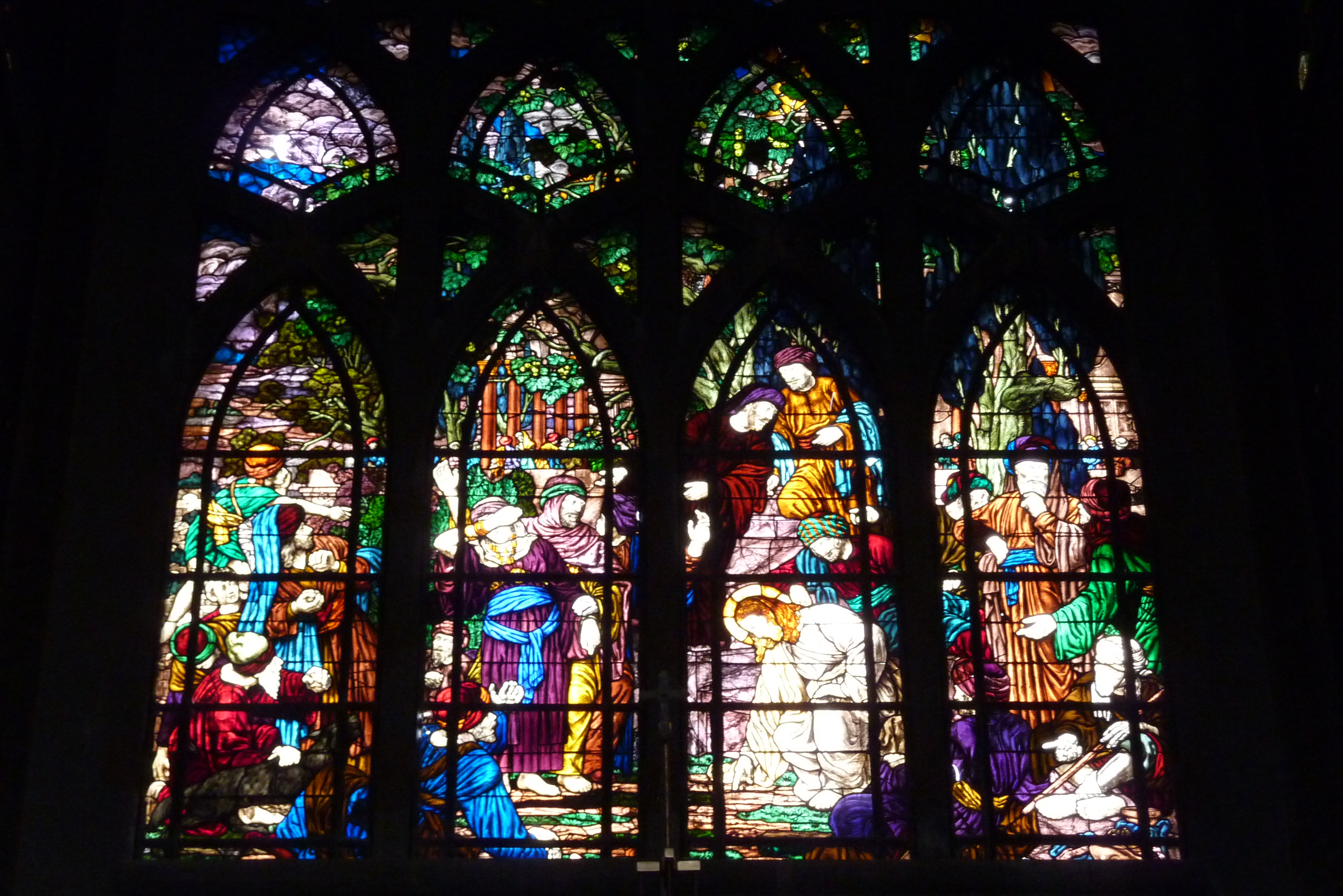
Épisode de la femme adultère.

Le vitrail du chevet est réalisé en 1901 par les frères Tournel et représente la Crucifixion. Au-dessous sont représentés les quatre évangélistes avec leurs symboles habituels.
48 vitraux font le tour de l'église. Ils illustrent les Litanies de la Vierge. Le premier vitrail contient le texte suivant : « Ces litanies ont été offertes à la Vierge Très Pure par la piété des amis de Saint-jean de Montmartre à l'époque terrible de la guerre mondiale 1914-1918. Pascal Blanchard composa les dessins. Jac-Galland exécuta les vitraux. »

Litanie
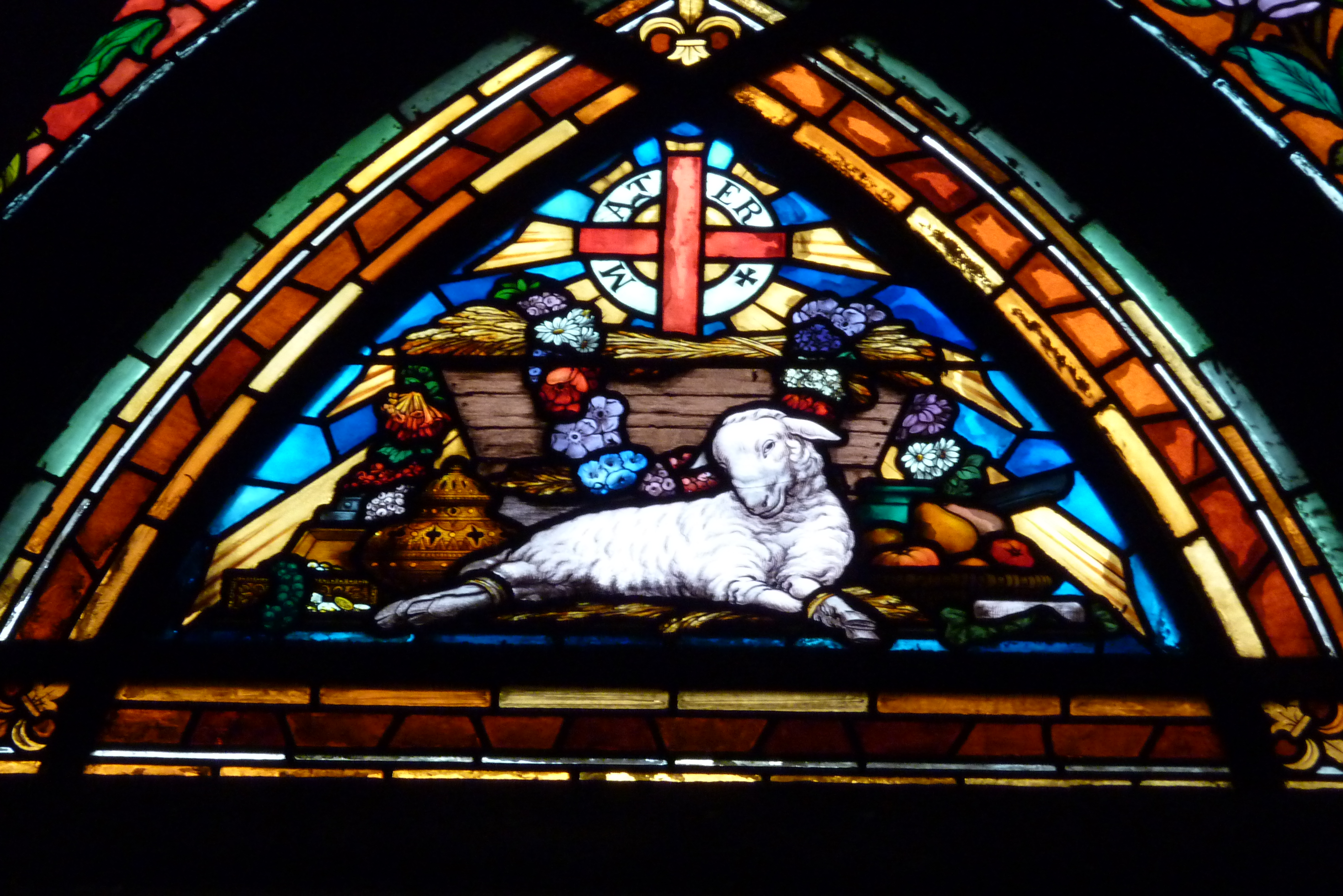
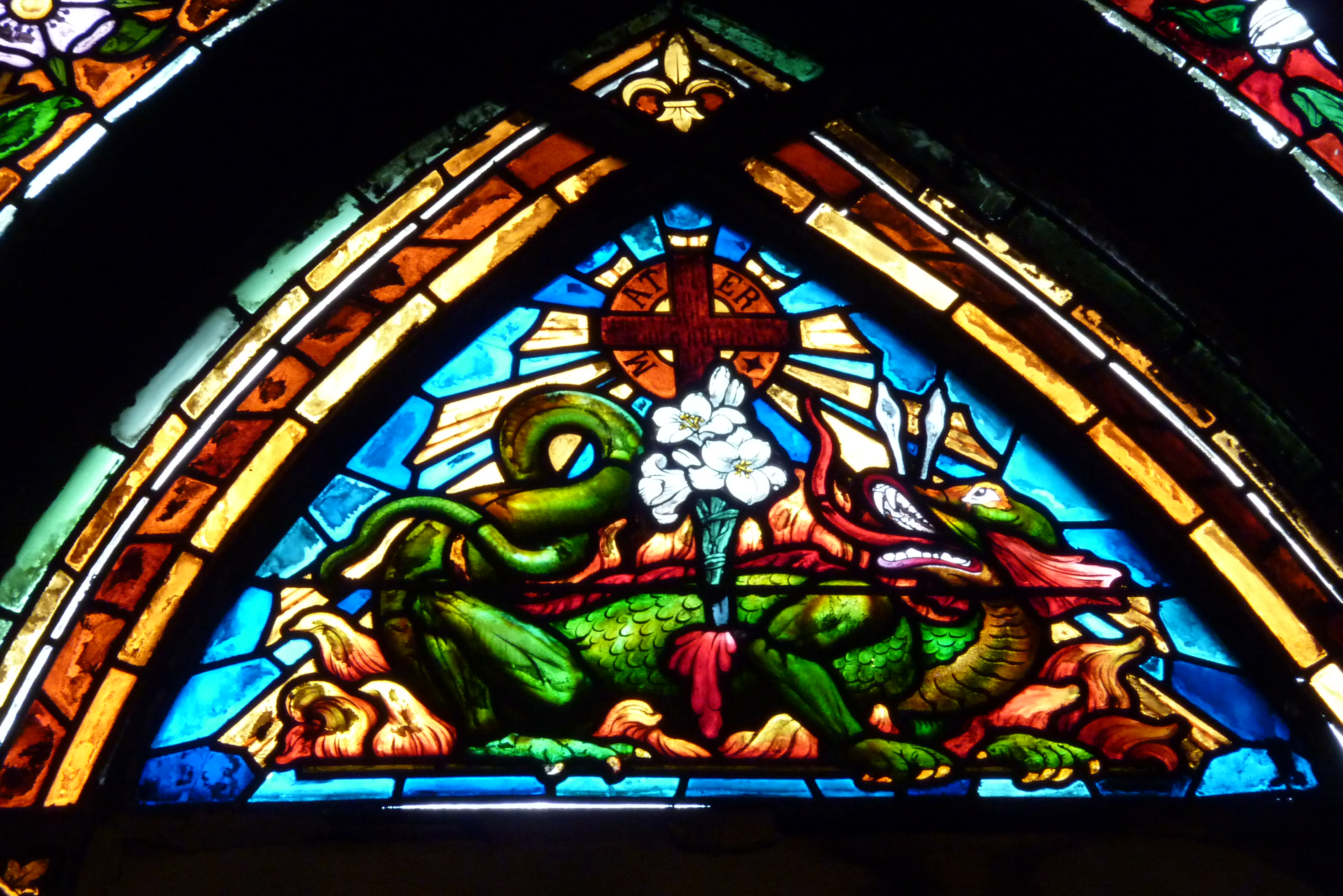
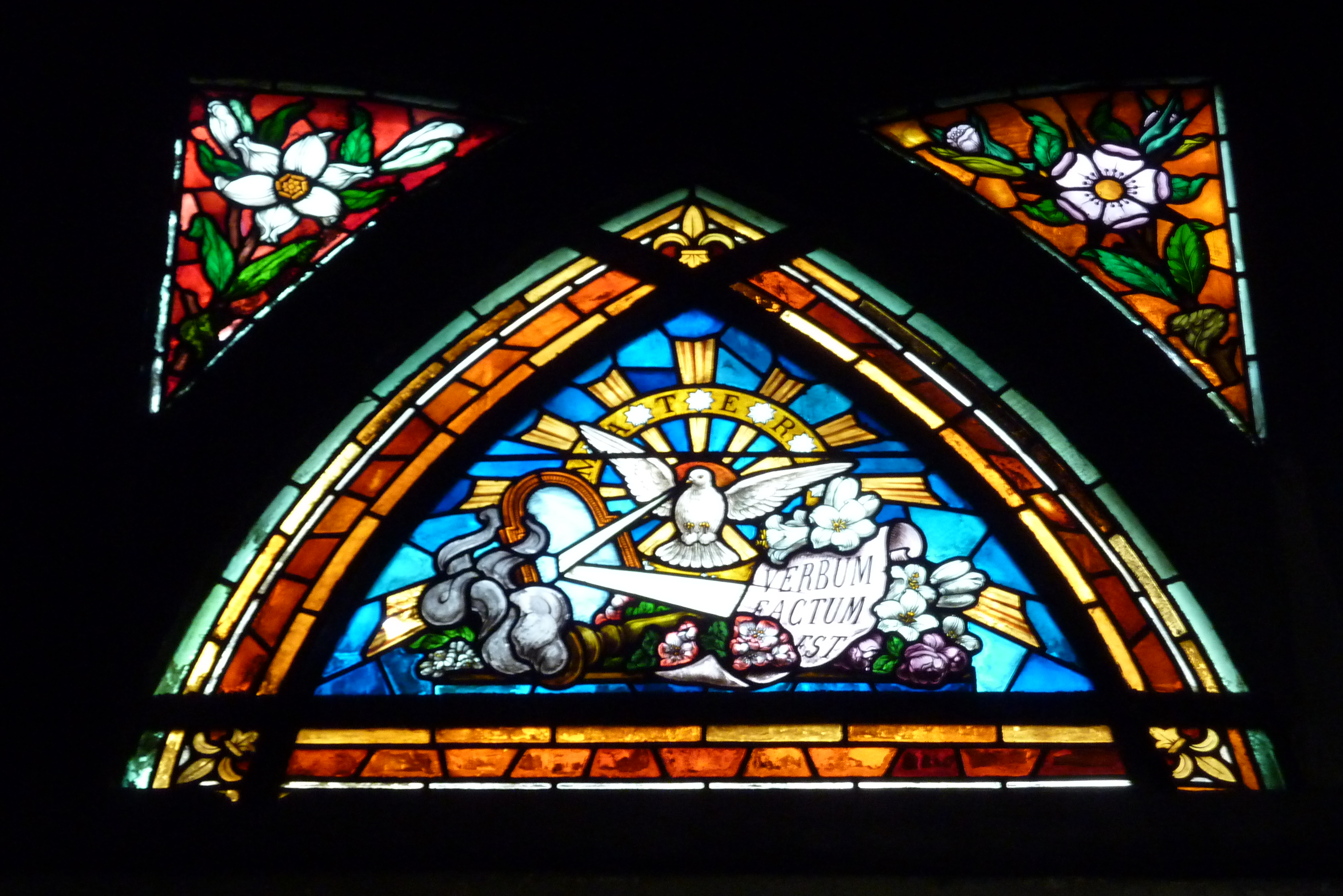
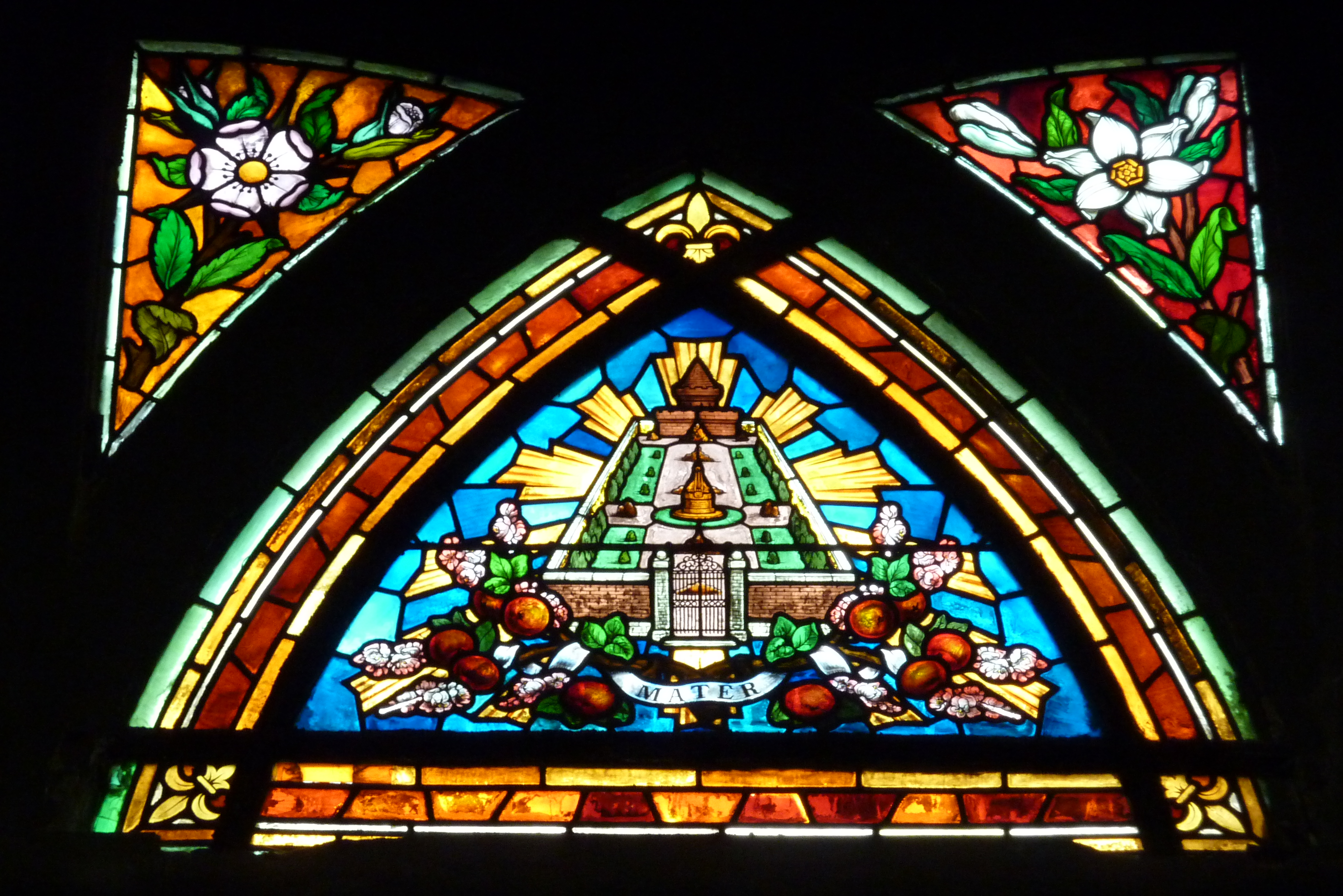
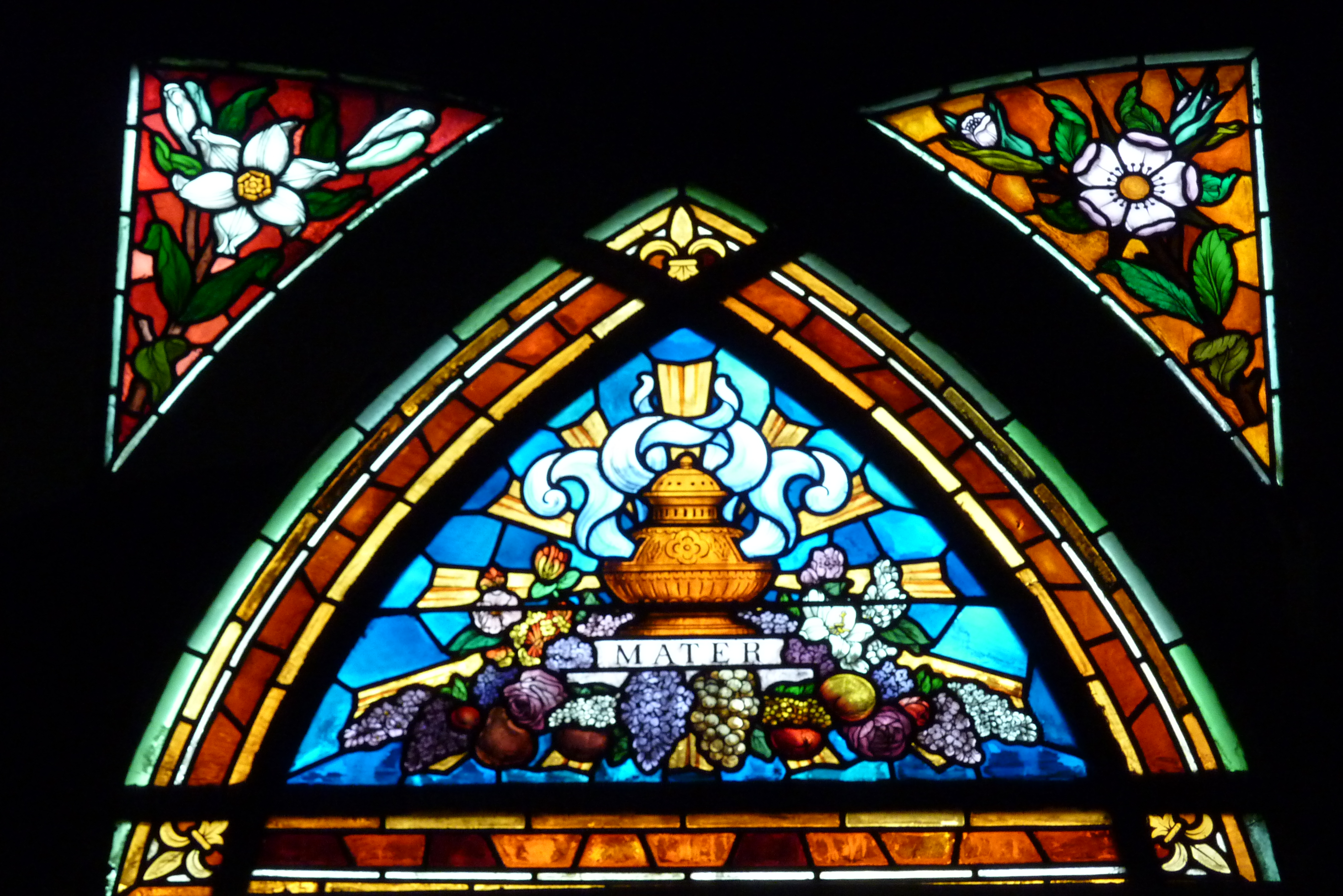

Les sculptures de bronze et terre vernissée de Pierre Roche (1855-1922) décorent le maître-autel,  aussi dans le style 1900. Il a également réalisé le tympan de l'église représentant saint Jean l'Évangéliste entouré de deux anges.
Des fresques murales ont été restaurées en 1964 par le peintre Jordi Bonàs.

Œuvres
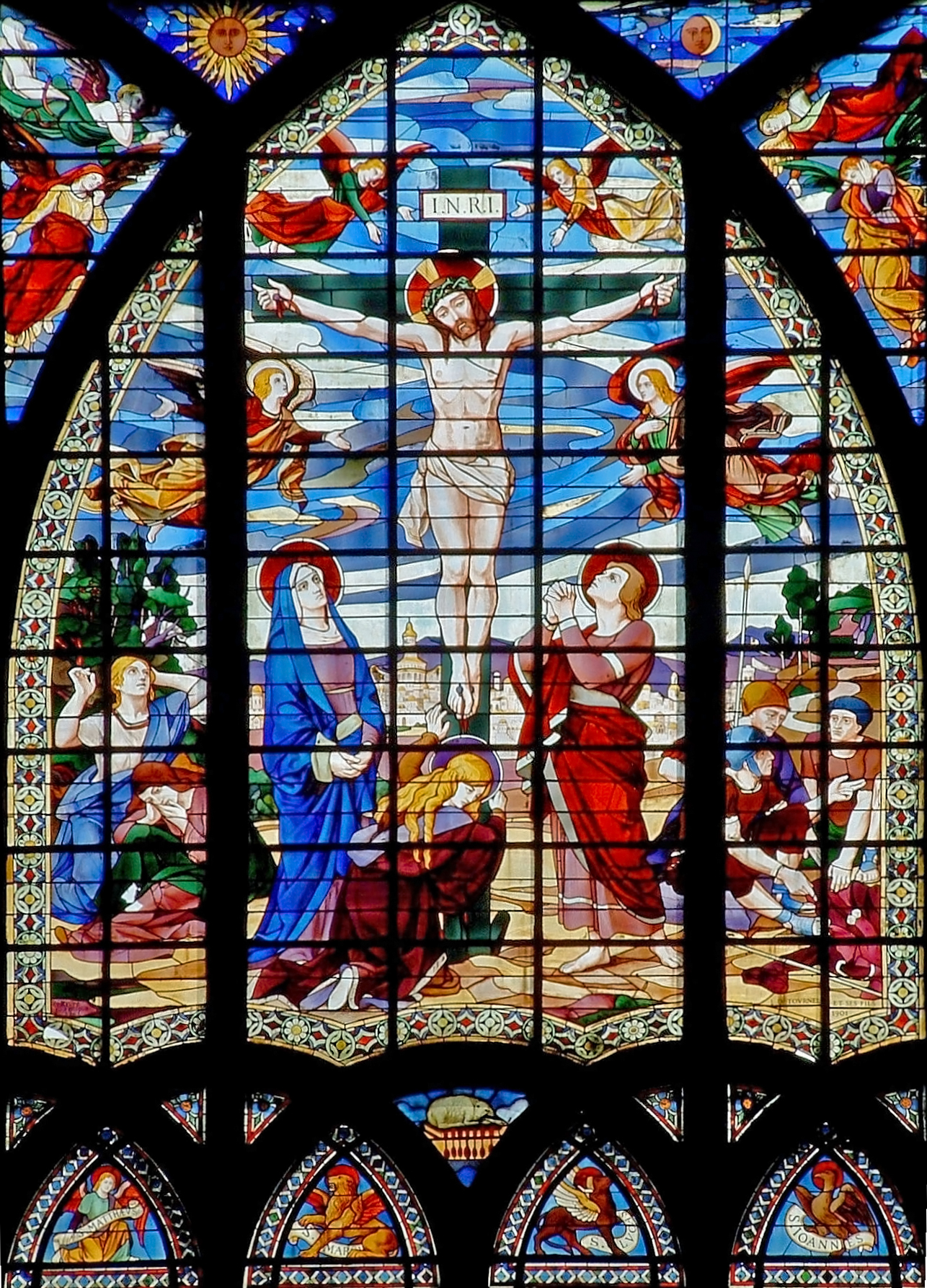
Vitrail de la Crucifixion (Tournel frères).
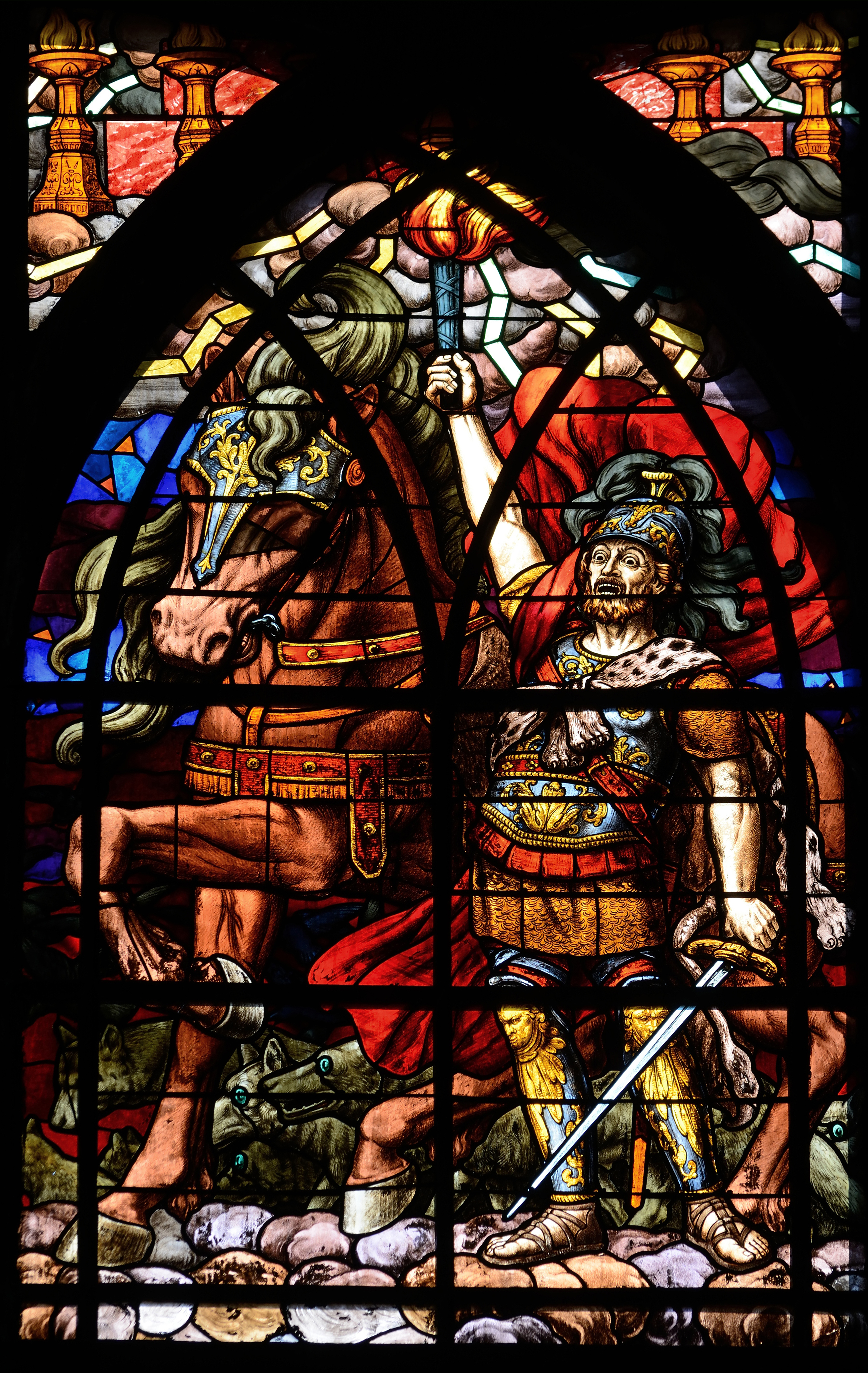
Deuxième cavalier de l'Apocalypse.
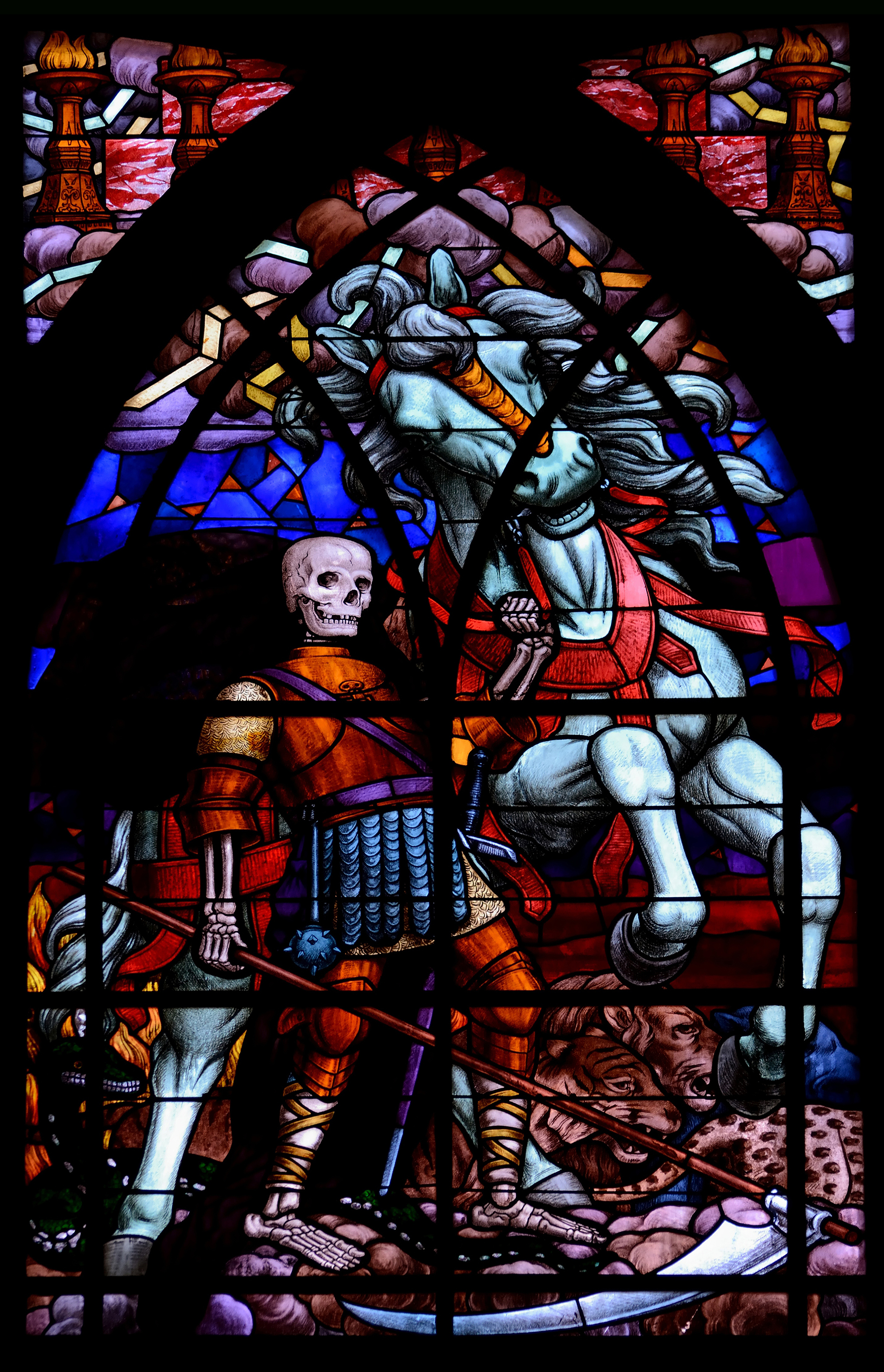
Quatrième cavalier de l'Apocalypse.
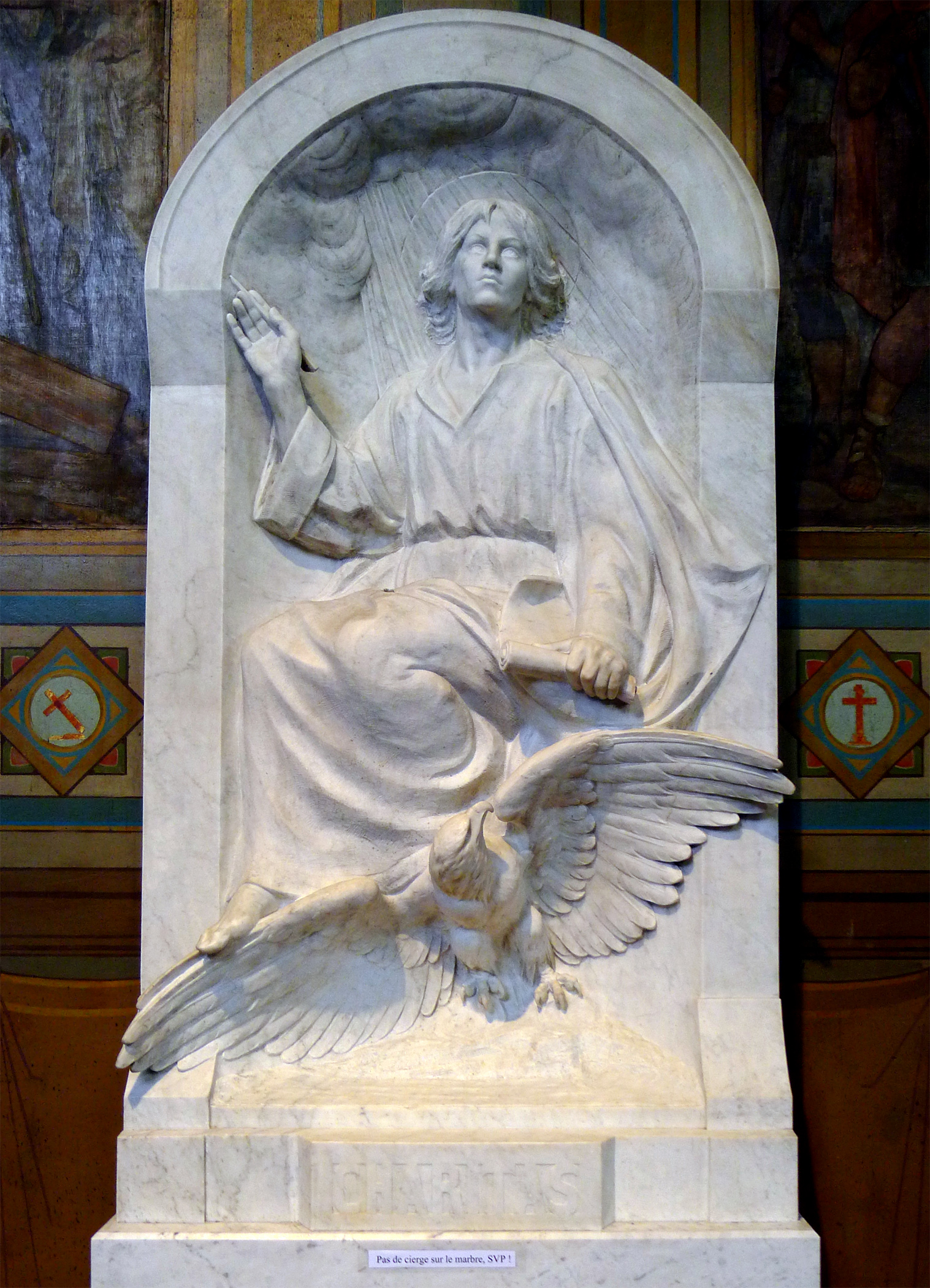
Bas-relief de saint Jean avec son aigle.
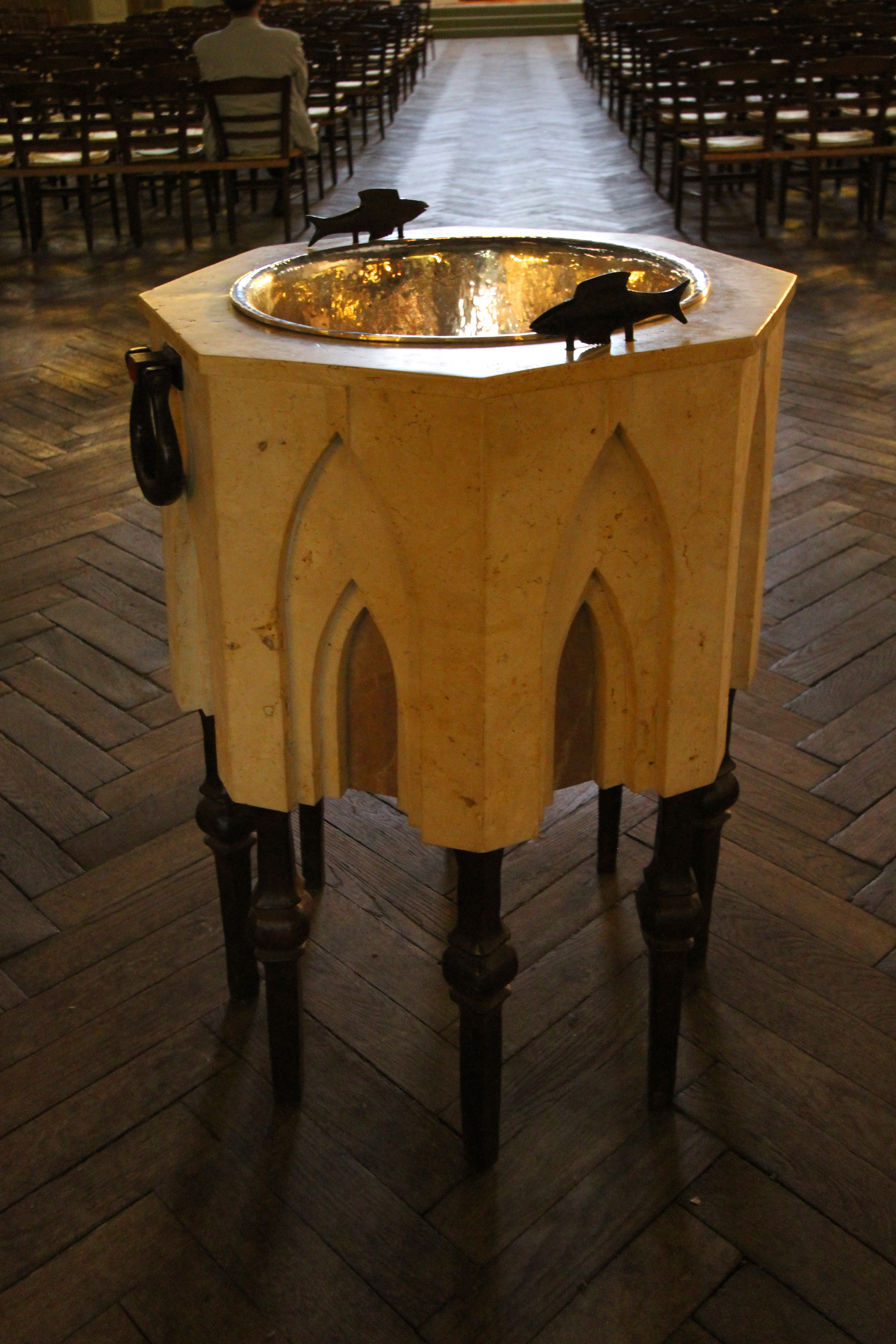
Cuve baptismale (Goudji).

En 2007, le sculpteur et orfèvre Goudji, crée et réalise une cuve baptismale en pierre de Pontijou, fer forgé, argent et jaspe.
Une visite guidée de l’église est organisée le quatrième dimanche du mois à 16 heures.

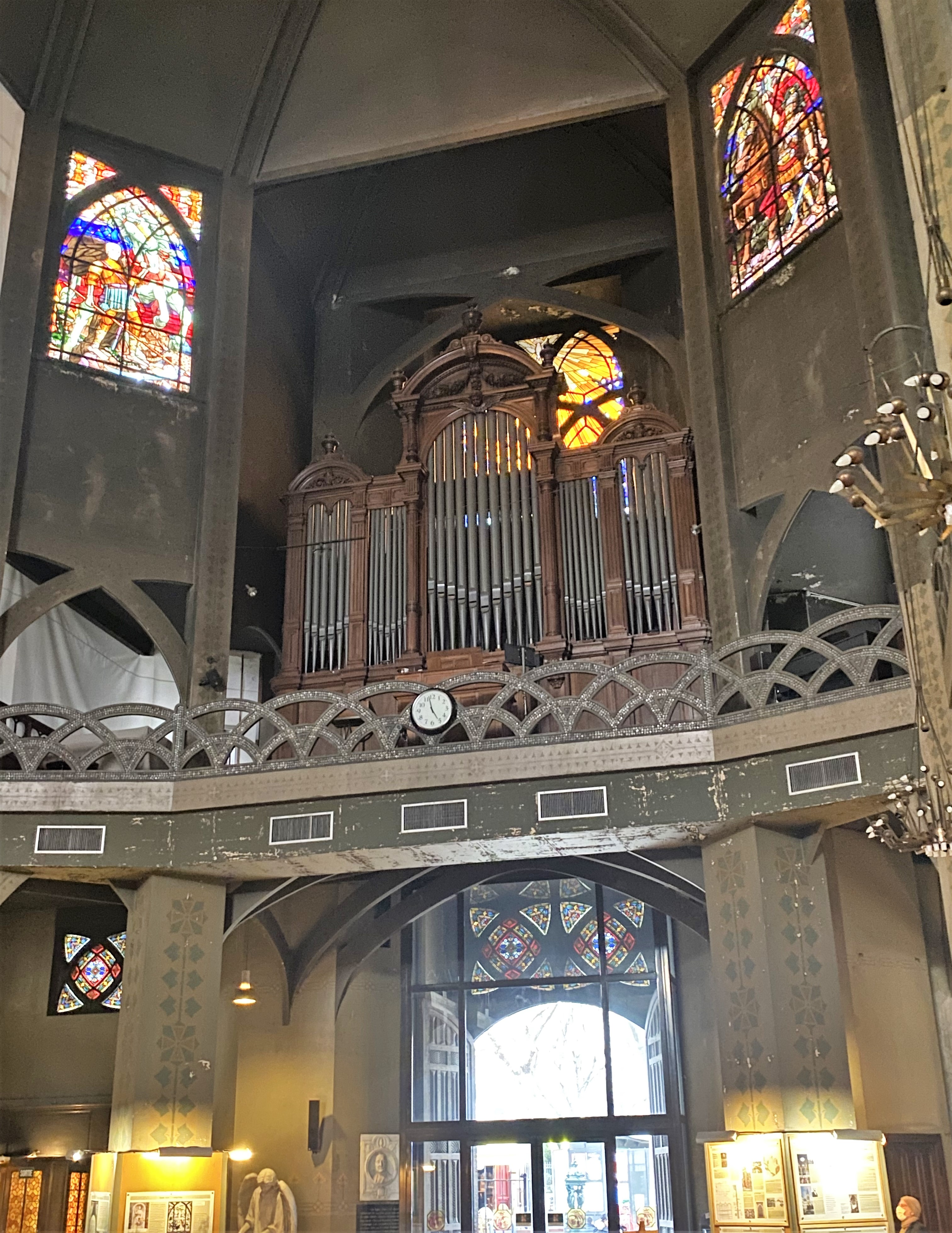
L'orgue au-dessus du portail.

### Orgue
L'orgue de Saint-Jean de Montmartre a été construit par Cavaillé-Coll en 1875 pour l'école Sacré-Cœur de la Ferrandière à Lyon. Il a ensuite été transféré et remonté dans l’église Saint-Jean en 1910 par Charles Mutin. Il a été agrandi en 1921, 1931 et 1934 par Gaston Gutschenritter. En 1979, Jacques Barbéris effectue le relevage complet de l’instrument. Cet orgue comporte deux claviers de 56 notes et un pédalier de 30 notes. Les transmissions sont mécaniques à balancier, à machine Barker et pneumatique tubulaire. Il y a 28 jeux dont 25 réels. L'état de l'orgue commence à se détériorer en 1986 et est devenu pratiquement injouable en 2009. La Ville de Paris a fait appel au facteur d'orgues Yves Fossaert pour restaurer l'instrument. Ce projet, entièrement financé par la Ville de Paris, a commencé en 2009 et a duré quatorze mois.